# Leichtathletik-Weltmeisterschaften 1987/20 km Gehen der Männer
Das 20-km-Gehen der Männer bei den Leichtathletik-Weltmeisterschaften 1987 wurde am 30. August 1987 in den Straßen von Rom ausgetragen.
Weltmeister wurde der italienische Olympiasieger von 1980, Olympiadritte von 1984 und Vizeeuropameister von 1986 Maurizio Damilano. Silber ging an den Vizeweltmeister von 1983, Europameister von 1986 und Vizeeuropameister von 1982 Jozef Pribilinec aus der Tschechoslowakei. Rang drei belegte der spanische Europameister von 1982 José Marín, der außerdem auf der 50-km-Distanz 1983 Vizeweltmeister und 1982 Vizeeuropameister war.

## Rekorde / Bestleistungen

### Bestehende Bestmarken

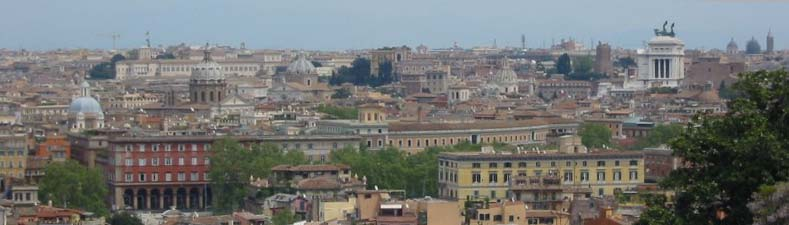
Panoramablick auf die Stadt Rom im Jahr 2004

| Weltbestzeit             | 1:19:12 h | Axel Noack    | Karl-Marx-Stadt (heute Chemnitz), DDR (heute Deutschland) | 21. Juni 1986  |
| Weltmeisterschaftsrekord | 1:20:49 h | Ernesto Canto | WM 1983 in Helsinki, Finnland                             | 7. August 1983 |

Anmerkung:
Rekorde wurden damals im Marathonlauf und Straßengehen wegen der unterschiedlichen Streckenbeschaffenheiten mit Ausnahme von Meisterschaftsrekorden nicht geführt.

### Rekordverbesserung
Weltmeister Maurizio Damilano aus Italien verbesserte den bestehenden WM-Rekord am 30. August um vier Sekunden auf 1:20:45 h.

## Durchführung
Hier gab es keine Vorrunde, alle 42 Geher traten gemeinsam zum Finale an.

## Ergebnis
30. August 1987
| Platz | Name                 | Nation           | Zeit (h)   |
| ----- | -------------------- | ---------------- | ---------- |
| 1     | Maurizio Damilano    | Italien          | 1:20:45 CR |
| 2     | Jozef Pribilinec     | Tschechoslowakei | 1:21:07    |
| 3     | José Marín           | Spanien          | 1:21:24    |
| 4     | Wiktor Mostowik      | Sowjetunion      | 1:21:53    |
| 5     | Carlo Mattioli       | Italien          | 1:22:53    |
| 6     | Roman Mrázek         | Tschechoslowakei | 1:23:01    |
| 7     | Jean-Claude Corre    | Frankreich       | 1:23:38    |
| 8     | Querubín Moreno      | Kolumbien        | 1:23:42    |
| 9     | Ian McCombie         | Großbritannien   | 1:23:51    |
| 10    | Reima Salonen        | Finnland         | 1:24:14    |
| 11    | Pavol Blažek         | Tschechoslowakei | 1:24:37    |
| 12    | Andrew Jachno        | Australien       | 1:24:46    |
| 13    | Martial Fesselier    | Frankreich       | 1:24:51    |
| 14    | Dominique Guebey     | Frankreich       | 1:25:01    |
| 15    | Erling Andersen      | Norwegen         | 1:25:08    |
| 16    | José Urbano          | Portugal         | 1:25:10    |
| 17    | Jan Staaf            | Schweden         | 1:25:12    |
| 18    | José Pinto           | Portugal         | 1:25:24    |
| 19    | Tim Lewis            | USA              | 1:26:00    |
| 20    | Ricardo Puevo        | Spanien          | 1:26:09    |
| 21    | Ray Sharp            | USA              | 1:27:06    |
| 22    | Sándor Urbáník       | Ungarn           | 1:27:24    |
| 23    | Stefan Johansson     | Schweden         | 1:27:27    |
| 24    | Simon Baker          | Australien       | 1:27:32    |
| 25    | Francisco Vargas     | Kolumbien        | 1:27:33    |
| 26    | Anatoli Gorschkow    | Sowjetunion      | 1:27:34    |
| 27    | Miguel Ángel Prieto  | Spanien          | 1:27:40    |
| 28    | Wolfgang Wiedemann   | BR Deutschland   | 1:28:07    |
| 29    | Gary Morgan          | USA              | 1:28:08    |
| 30    | Vesa Puukari         | Finnland         | 1:28:29    |
| 31    | Carlos Ramones       | Venezuela        | 1:28:40    |
| 32    | Santiago Fonseca     | Honduras         | 1:28:44    |
| 33    | François Lapointe    | Kanada           | 1:29:22    |
| 34    | Chris Maddocks       | Großbritannien   | 1:32:36    |
| 35    | Abdelwahab Ferguène  | Algerien         | 1:34:26    |
| DNF   | Franz Kaszjukewitsch | Sowjetunion      |            |
| DNF   | Axel Noack           | DDR              |            |
| DNF   | Héctor Moreno        | Kolumbien        |            |
| DSQ   | Walter Arena         | Italien          |            |
| DSQ   | Ernesto Canto        | Mexiko           |            |
| DSQ   | Carlos Mercenario    | Mexiko           |            |
| DSQ   | David Smith          | Australien       |            |